# (2585) Irpedina
(2585) Irpedina es un asteroide perteneciente al cinturón de asteroides, descubierto el 21 de julio de 1979 por Nikolái Stepánovich Chernyj desde el Observatorio Astrofísico de Crimea (República de Crimea).

## Designación y nombre
Designado provisionalmente como 1979 OJ15. Fue nombrado Irpedina en homenaje del Instituto de Pedagogía de Irkutsk, haciendo una composición.